# Benedek Gábor (történész)
Benedek Gábor (Budapest, 1955. február 11. – 2020. szeptember 3.) magyar történész, egyetemi oktató.

## Élete
Felmenői között szerepel többek között Csengery Antal és König Róza, valamint Benedek Elek író. Szülei Benedek András író és Vámossy Klára voltak. Testvére Benedek Katalin néprajzkutató.
A Fazekas Mihály Gyakorló Gimnáziumban végzett, majd az Eötvös Loránd Tudományegyetem történelem-cseh szakon tanult tovább. Két szemesztert a prágai Károly Egyetemen hallgatott. 1979-ben államvizsgázott, szakdolgozata a 19. századi cseh nacionalizmus változásait vizsgálta František Palacký életművében.
Előbb fordító, majd a Magyar Országos Levéltár munkatársa lett. 1982-ben részt vett a Szapáry- és Wekerle-kormányok minisztertanácsi jegyzőkönyvei kiadásának előkészítésében. 1983-tól Tudományos Minősítő Bizottság továbbképzési ösztöndíjas, majd a Közép- és Kelet-Európai Kutatási Központ munkatársa volt. Prozopográfiai kutatásokat folytatott a dualizmuskori magyar minisztériumi tisztviselőkről. 1989-ben megvédte doktori disszertációját, majd az ELTE-BTK Kelet-Európa Története Tanszékén tanított. 1998-ban megvédte kandidátusi értekezését. 2001-2004 között Békésy György Posztdoktori Ösztöndíjban részesült. 2006-tól a Kelet-, Közép-Európa Története és Történeti Ruszisztikai Tanszékének docense volt.
Alapító tagja volt a Hajnal István Kör Társadalomtörténeti Egyesületnek, amelynek később titkára, illetve alelnöke volt. Szerkesztette a Kör Hírlevelét is. Kutatási területe a 19. századi cseh nacionalizmus, valamint az Osztrák–Magyar Monarchia társadalomtörténete voltak.

## Művei
- 1984 F. Palacký: A huszitizmus története. Budapest
- 1989 A magyar-cseh kapcsolatok történetéről. Világtörténet 1989/2, 73-79.
- 1995 Ciszlajtániai tisztviselők a neoabszolutizmuskori Magyarországon. AETAS 1995/4, 60-70.
- 1997 Dzsentri és Bach-huszár. Társadalomtörténeti vizsgálatok a neoabszolutizmus- és a dualizmuskori tisztviselőkről. Budapest
- 2003 Kollektív amnézia: honvédtisztek hivatalvállalása a Bach-korszakban. In: Dobrossy István (szerk.): Mikrotörténelem - Vívmányok és korlátok. Miskolc, 394-413.
- 2003 Képesítési előírások a magyar közigazgatásban a 19. század második felében. In: Krausz Tamás - Szvák Gyula (szerk.): Életünk Kelet-Európa. Budapest, 36-41.
- 2006 Nyugdíjszabályok a magyar közigazgatásban az első világháború előtt. In: Krausz Tamás (szerk.): Kelet-Európa - történelem és sorsközösség. Budapest, 28-35.
- 2006 A bürokratizáció történetéhez: az 1853-54. évi definitív rendezés személyi következményei. In: Kövér György (szerk.): Zsombékok - Középosztályok és iskoláztatás Magyarországon a 19. század elejétől a 20. század közepéig. Budapest, 235-254.
- 2007 Pillanatképek a prágai Szlavisztikai és Kelet-európai Tanulmányok Intézetének életéből. In: Csaplár-Degovics Krisztián - Krausz Tamás (szerk.): A történetírás új tendenciái a rendszerváltás után Kelet-Európában. Budapest, 11-19.
- 2009 A dualizmus kori tisztviselők lakásviszonyainak történetéhez. In: Halmos Károly - Klement Judit - Pogány Ágnes - Tomka Béla (szerk.): A felhalmozás míve - Történeti tanulmányok Kövér György tiszteletére. Budapest, 181-191.